# 961
سنة 961 م كانت سنة بسيطة تبدأ يوم الثلاثاء (الرابط يظهر نموذج التقويم الكامل للسنة) من التقويم اليولياني.

## أحداث حسب الموقع

### الإمبراطورية البيزنطية
- 6 مارس: حصارُ حانديق (Chandax) بقيادة نيكيفوروس الثاني فوكاس؛ استمرّ الحصارُ ثمانيةَ أشهر حتى استولى البيزنطيون على المدينة، ومَنحوا ابراهيم بن شعيب وعائلتهَ كأسرى وعادوا إلى القسطنطينية، كما حُلّت إمارةُ جزيرة كريت كـ«تيما» بيزنطية وهُجّر سكانها أو اعتنقوا المسيحية.
- خلال السنة، هزمَ نيكيفوروسُ الثاني العربَ واستولى على مدينتي جِرمانيكيا (الآن ماراش) وأوقفَ زحفَ الهنجاريين.

### أوروبا الغربية والرومانية المقدسة
- 26 مايو: اختارَ أوتو الأول إمبراطوريةً رومانيةً مقدسةً لابنهِ أوتو الثاني (عمره 6 سنوات) وريثًا مشاركًا، وتُوِّجَ في آخن تحت وصايةِ جدّته ماتيلدا وشقيقهِ غير الشقيق ويليام المُينز.
- صيفًا: قادَ أوتو الأول حملةً إلى شمال إيطاليا عبر ممر برينر لمساندة البابا يوحنا الثاني عشر، واجهَ جيشَ برينغار الثاني وابنه أدالبيرت مُحاولًا احتلالَ الأديجي العليا.
- رفضت جيوشُ الآدلبيرتيين قتال أوتو ما لم يتخلَّ برينغار عن العرش لصالح ابنه، فما كان من الأخير إلا الانسحاب إلى حصونه، فأُجبر برينغار على التراجع إلى مونتفيلترو في بنتابولس.

### شبه الجزيرة الإيبيرية
- 15 أكتوبر: توفي الخليفة عبد الرحمن الثالث بعد حكم دام 32 عامًا، وخلفه ابنهُ الحاكم الحكم الثاني على خلافة قرطبة.
- 961 م: أُنجز في الأندلس «التقويم القرطبي»، الذي نظم الأشهر والسنين بأسلوبٍ محليّ.

### شمال أوروبا(النورمانوالسكان الأصليين)
- معركة فيتجار: هبطت قوةٌ نورديةٌ تابعة لأبناء إريك الدموي على هوردالاند، فهزمها الملك هاكون الصالح لكنّه قُتل خلالها، فتولّى هارالد رماديّ الكفل حكمَ غرب النرويج.

### أرمينيا
- نقل الملك آشوت الثالث (الرحيم) عاصمةَ مملكتهِ من كارص شرقًا إلى آني (تركيا الحديثة)، فصارت مقرًّا ملكيًّا وعاصمةً تجارية تضاهي بغداد والقسطنطينية.

### المشرق الإسلامي
- حوالي 961: تأسيسُ دولة المزيادين (بنو مزيد) في الحلة بالعراق، على يد علي الأوّل، وأخذت حكم المنطقة من نحو عام 961 حتى 1160 م.[1]

### رُوس
- بناءً على طلبِ الأميرَة أولغا، وصل إلى كييف الأسقف أضالبرتُ المادبورجيّ لتنسيق الشؤون الدينية، لكنه عاد عقب سنة لِمعوقاتٍ لاقاها.
- أرسلْ سفياتسلاف إيغوريفيتشُ قوةً روسيةً لمعاونة الإمبراطورية البيزنطية في تحرير جزيرة كريت من العرب.[2]

### اليابان

#### عهد أوا (Ōwa)
- 16 فبراير: استُحدث عهدُ أوا (Ōwa) في اليابان بديلاً عن تنطوكو، واستمرّ حتى يوليو 964 تحت إمرة الإمبراطور موراكامي.
- أوا 1، الشهر 11 (حوالي نوفمبر 961): انتقلَ الإمبراطور موراكامي إلى القصر الجديد الذي بُني بعد حريق تنطوكو 5 (960).[3]

## الأحداث حسب الموضوع

### الفن
- صُنعَ "ثوب القديس جوس" (Shroud of Saint Josse)، من الحرير الساميتي، قُدمّ إلى دير سانت جوس سور مير قرب كاينا، نورماندي.

### الدين
- بُنيتْ قبةُ نمرود أو "منارة النمرود" (Tiger Hill Pagoda) في سوتشو بمقاطعة جيانغسو بالصين.
- تأسّس دير تافيستوك (Tavistock Abbey) على يد أوْردغار، إيالدورمان ديفون في إنجلترا.

## الوفود (المواليد)
- 15 يناير – سيونغجونغ، حاكم غورييو (كوريا) (ت. 997)
- الأثعَليبي، مؤرخٌ وكاتبٌ فارسي (ت. 1038)
- أرنولف الثاني، كونت فلاندرز (نوبليوت فرنك) (ربما 960)
- إديث ويلتون، أميرةٌ إنجليزية وراهبة (تاريخ تقريبي)
- فوجيوارا نو ميشيكاني، نبيلٌ ياباني (ت. 995)
- كو تشون، مستشارٌ صيني (تاريخ تقريبي)
- ماهيندرداتتا، ملكةُ بالي (إندونيسيا) (ت. 1011)
- بيترو الثاني أورسيولو، دوك فينيسيا (ت. 1009)
- راميرو الثالث، ملك ليون (إسبانيا) (ت. 985)
- سيغموندور بريستيسون، زعيمٌ فايكينغ (ت. 1005)[4]

## الوفاة
- 17 يوليو – دو، وصيفةُ الإمبراطورة سونغ (الصين)
- 12 أغسطس – لي جينغ، إمبراطور تانغ الجنوبي (ب. 916)
- 19 سبتمبر – هيلينا ليكابيني، إمبراطورة بيزنطية
- 1 أكتوبر – أرتالد، رئيس أساقفة ريمس
- 15 أكتوبر – عبد الرحمن الثالث، خليفة قرطبة
- عبد المالك الأول، أمير سمند
- أبو القاسم أونوجور بن الإخشيد، حاكم الإخشيديين
- أدارنارسي الخامس، أمير طاو-كلارجتي (جورجيا)
- أتّو، أسقف فيرتشيلي (ب. 885)
- آفا من سيردانيا، كونتيسة وصيفة
- بوتوغا الثاني، حاكم السلالة الغانغا الغربية (الهند)
- فوجيوارا نو ماساداتا، شاعرٌ ياباني
- هاكون الصالح، ملك النرويج
- لاندولف الثاني، أمير بينيفينتو
- لي تاو، مستشارٌ صيني (تقريبي)
- ميناموتو نو تسونيموتو، ساموراي ياباني (ب. 894)
- ريمون الثاني من رويرغ (تاريخ تقريبي)
- ويليام الثاني، ماركيز مونتفيراتو (تاريخ تقريبي)[4]